# Гоговит
Гогови́т (арм. Գոգհովիտ) — село в области Ширак, Армения. До 1978 года носило имя Такнали. С октября 2016 года входит в состав общины Сарапат . В селе имеется церковь 1860 года.
Село расположено в 18 км к северу от Гюмри. В 3 км к юго-западу Гоговита расположено село Охмик, в 5 км к северу — село Бандиван, в 4 км к северо-востоку расположено село Цохамарг, в 5 км к востоку — село Торосгюх, а с юга расположена гора Чаталсар (2150 м).
Благотворительный фонд «Ширак» осуществляет программу «Кровельные работы для дома культуры общины Гоговит Ширакской области РА».
3 мая перед Домом культуры Гоговит состоится торжественное открытие памятника почетному гражданину Ашоцка Валерию Рудакову в знак благодарности за его вклад в дело устранения последствий Спитакского землетрясения 1988 года и полное восстановление сел Гоговит, Арпени и Торосгюх Ашоцкого района (ранее Гукасянского района) Армении. Автор бюста – скульптор, народный художник России, лауреат Ленинской премии Фрид Согоян.